# Липнишки (агрогородок, Ивьевский район)
Липнишки (бел. Лі́пнішкі) — агрогородок (ранее—деревня) в Ивьевском районе Гродненской области Белоруссии, административный центр Липнишковского сельсовета.
Население 1450 человек (2006).

## География
Деревня расположена в 14 км к северо-западу от города Ивье. Деревня стоит на небольшой реке Опита недалеко от её впадения в Гавью. Через Липнишки проходит автодорога Р-135 Радунь — Ивье. Ближайшая железнодорожная станция Гавья (ветка Молодечно — Лида) находится в 4 км от деревни.

## История

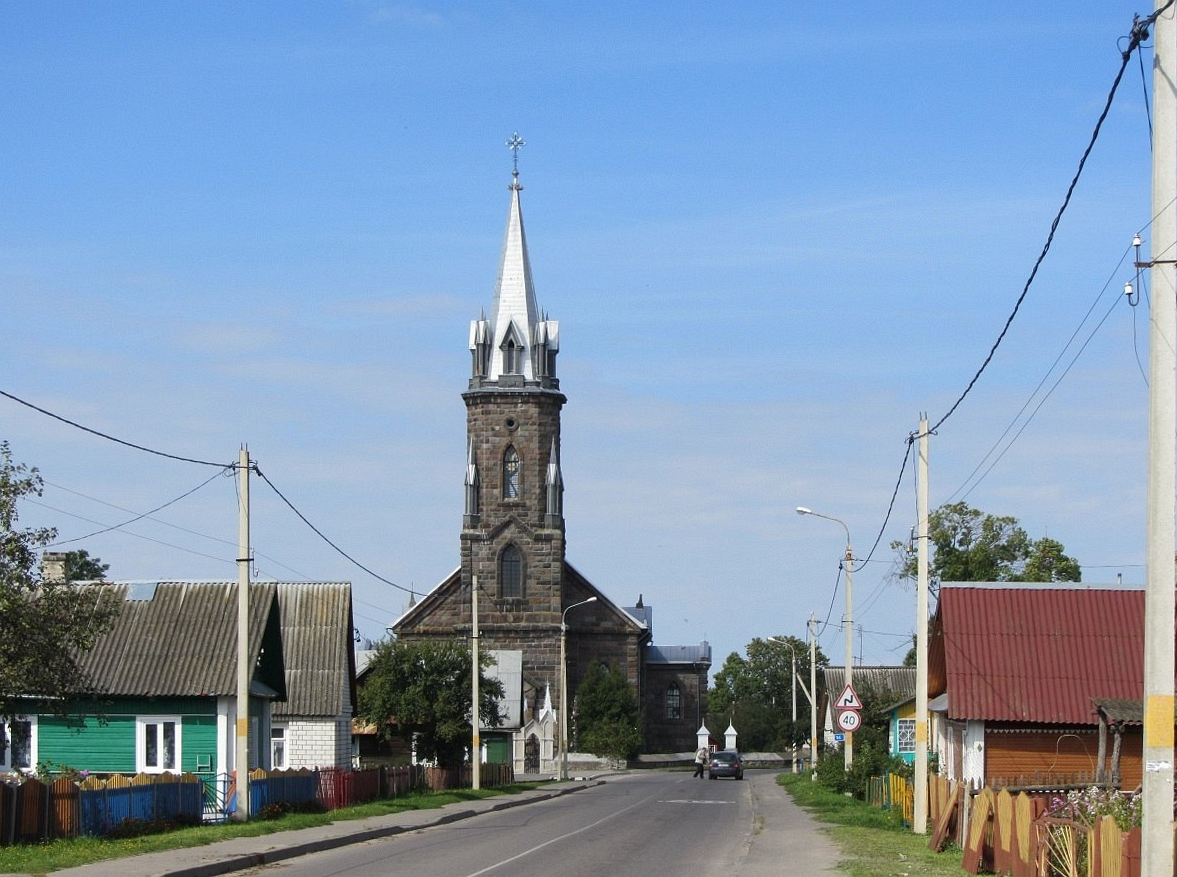

Первое упоминание о Липнишках относится к XV веку. В 1510 году здесь был образован католический приход. В 1528 году король Сигизмунд I отдал Липнишки Альбрехту Гаштольду за снятие осады с Полоцка и заключение мира с татарами. Согласно административно-территориальной реформе середины XVI века поселение вошло в состав Ошмянского повета Виленского воеводства.
В XVII веке имение перешло к семейству Пацов, позднее им владели Сапеги и Беганьские.
27 мая 1794 года во время польского восстания под руководством Тадеуша Костюшко под Липнишками состоялась битва повстанцев с русскими войсками.
В результате третьего раздела Речи Посполитой (1795) Липнишки оказались в составе Российской империи, в Ошмянском уезде. С 1849 года им владело семейство Вольских, которые выстроили в имении частично сохранившуюся до наших дней усадьбу.
По свидетельству современников, в 60-е годы XIX века Липнишки, благодаря своей каменной застройке, резко отличались от других населённых пунктов губернии. В это время в них проживало 740 человек, домов было 105. В 1861 и 1862 годах произошли крестьянские волнения, которые были подавлены российскими войсками. На 1886 год в городе насчитывалось 96 дворов, количество жителей уменьшилось до 557 человек. В Липнишках ежегодно проводилось 5 ярмарок, существовало 12 лавок, водяная мельница и пивоварня. В XIX — начале XX веков Липнишки считались волостным центром Ошмянского уезда Виленской губернии. В 1910 году выстроен каменный католический храм Святого Казимира в неоготическом стиле. В первую мировую войну городок заняли немецкие войска.
После Советско-польской войны Липнишки оказались в составе межвоенной Польской Республики, где были в составе Лидского повета Новогрудского воеводства.
В 1939 году Липнишки вошли в состав БССР, где стали центром сельсовета. Статус поселения понизили до деревни. В 1972 году здесь было 260 дворов, в 1999 году — 596.

## Культура
- Дом культуры

## Достопримечательности
- Католический храм Святого Казимира, 1910 год.
- Усадьба Вольских 2-я половина XIX века
- Придорожная часовня, 2-я половина XIX века
- Еврейское кладбище
- Христианское кладбище с деревянной католической часовней и каменной брамой.

### Утраченное наследие
- Торговые ряды
- Синагога
- Усадьба

## Галерея

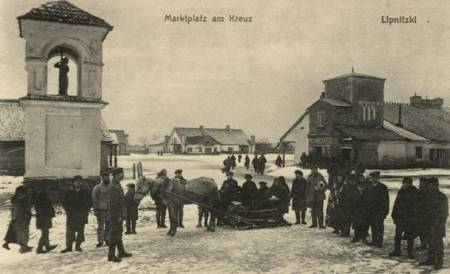
Липнишки в 1916 году
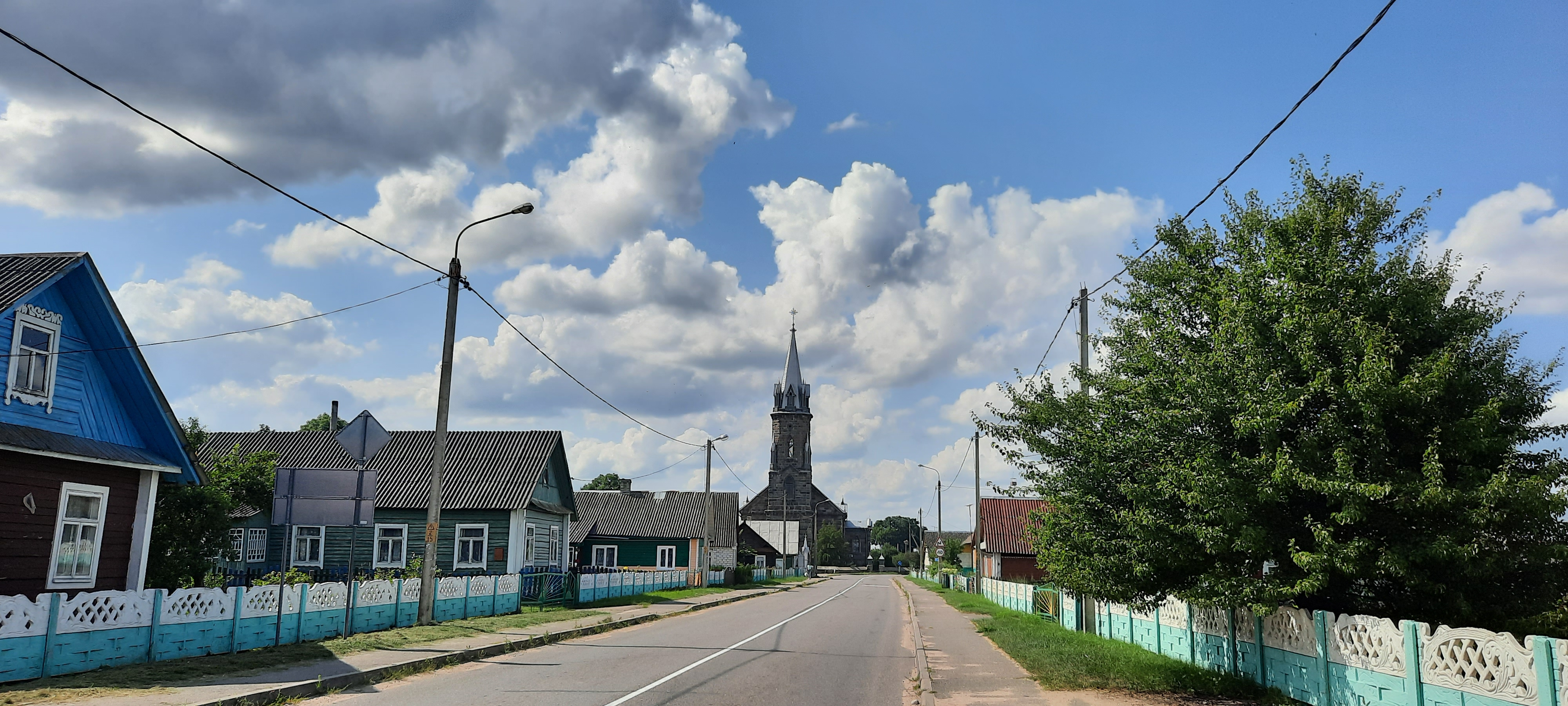
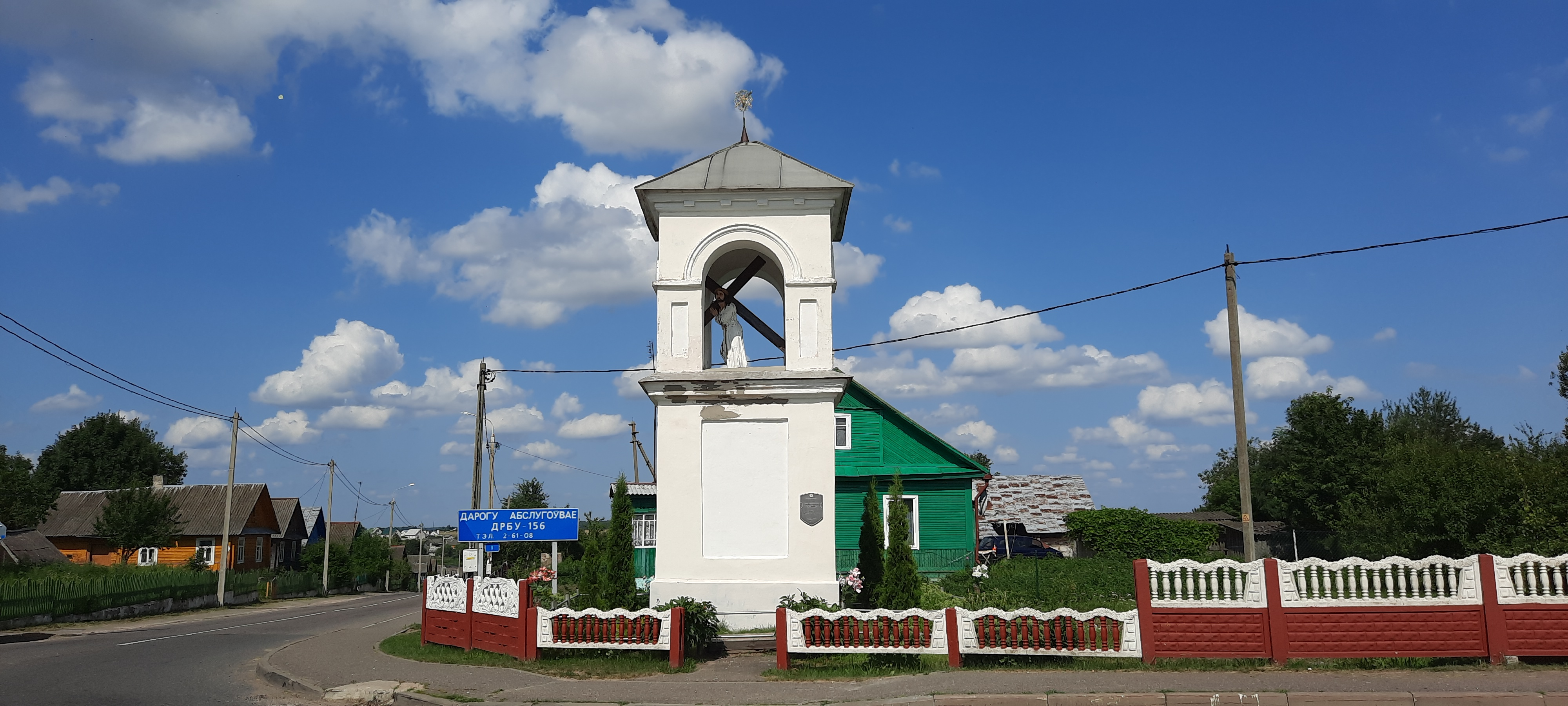
Придорожная часовня
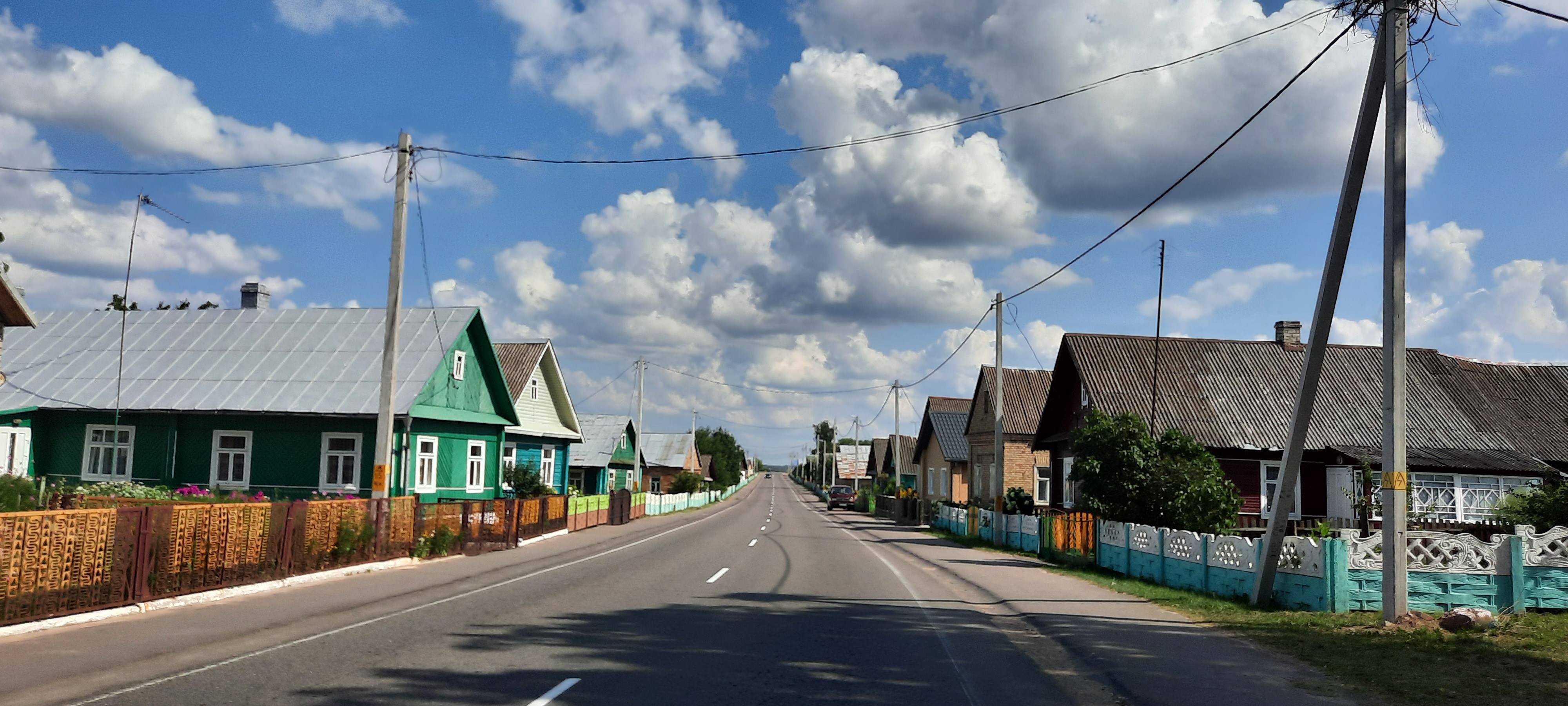
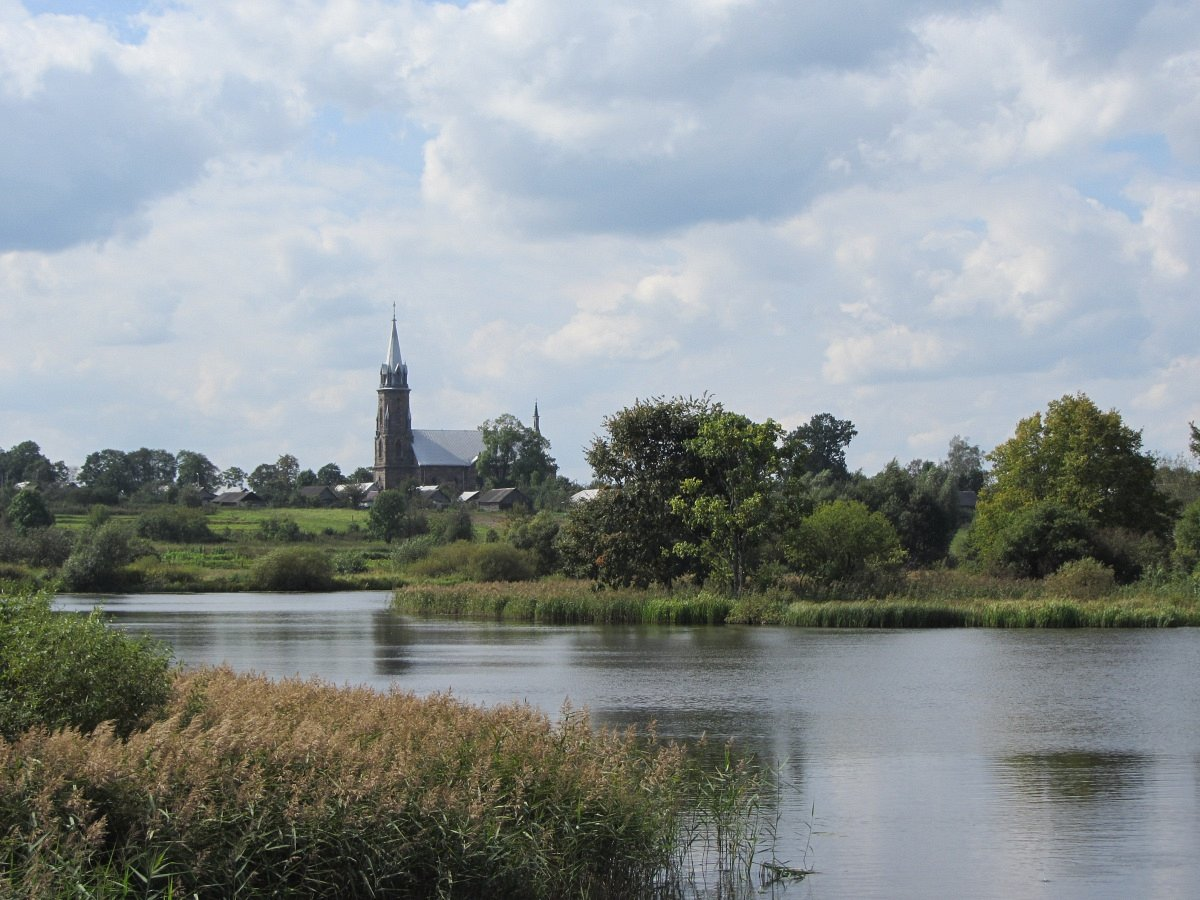
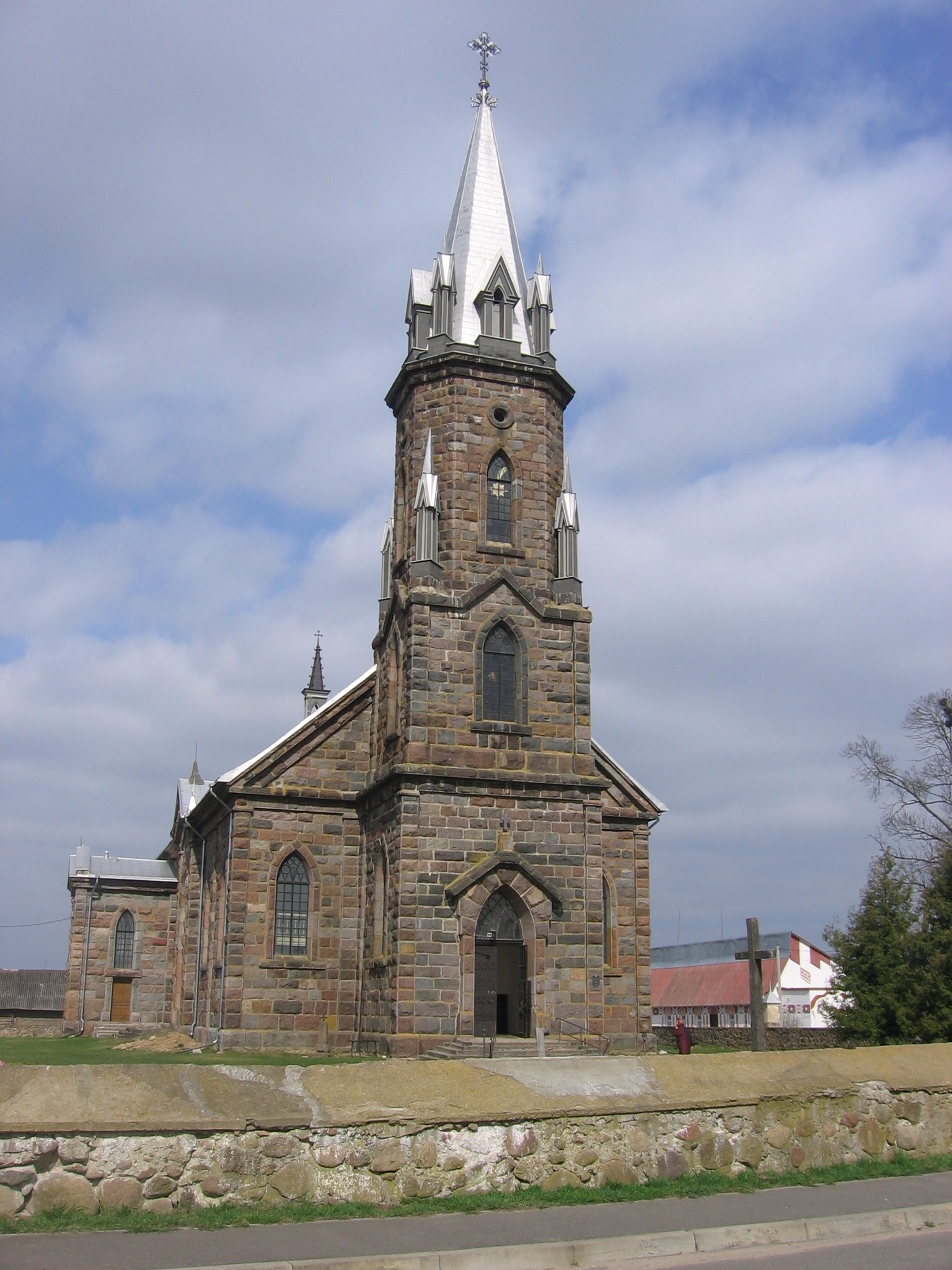
Католический храм Святого Казимира
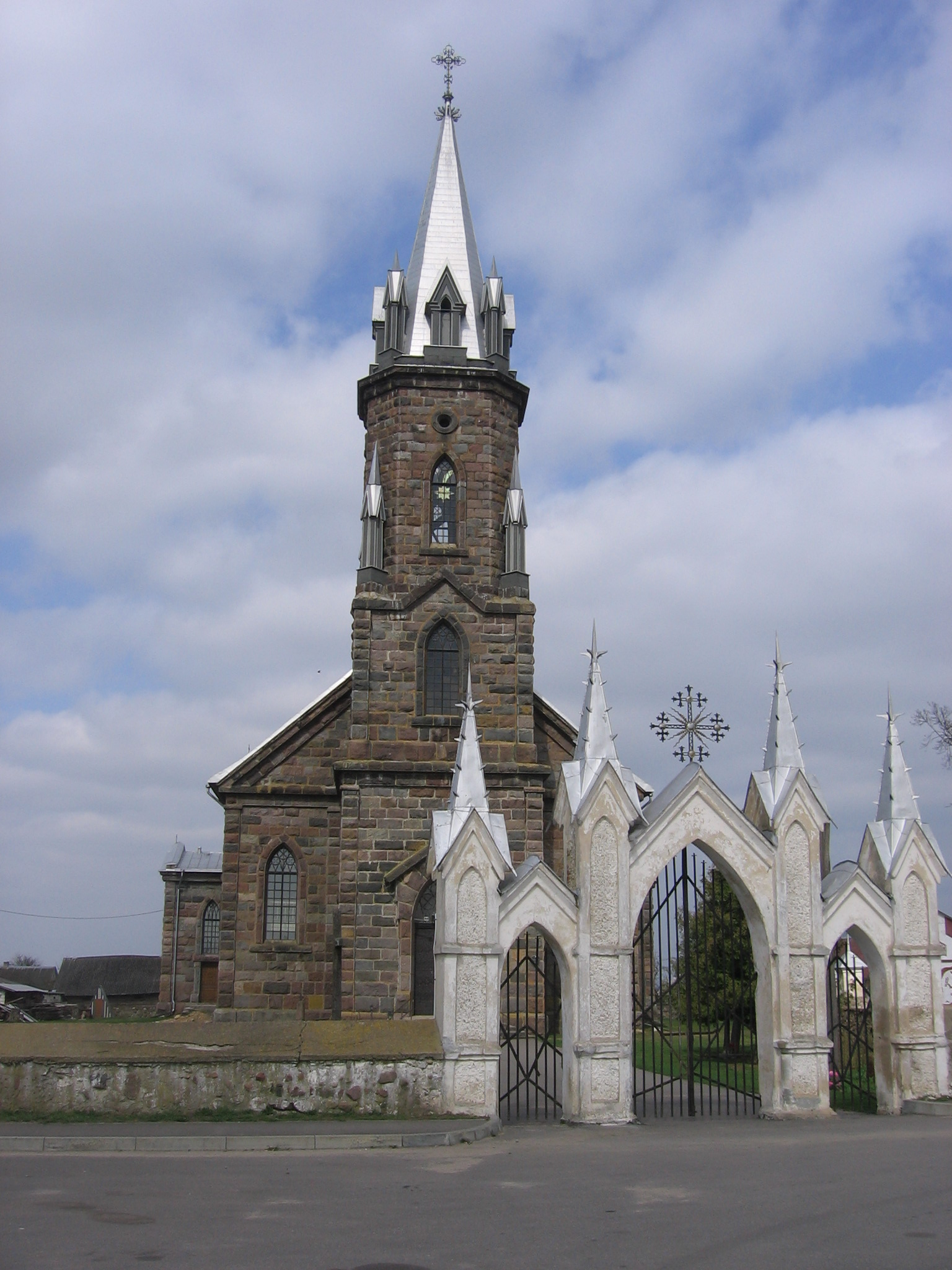
Католический храм Святого Казимира
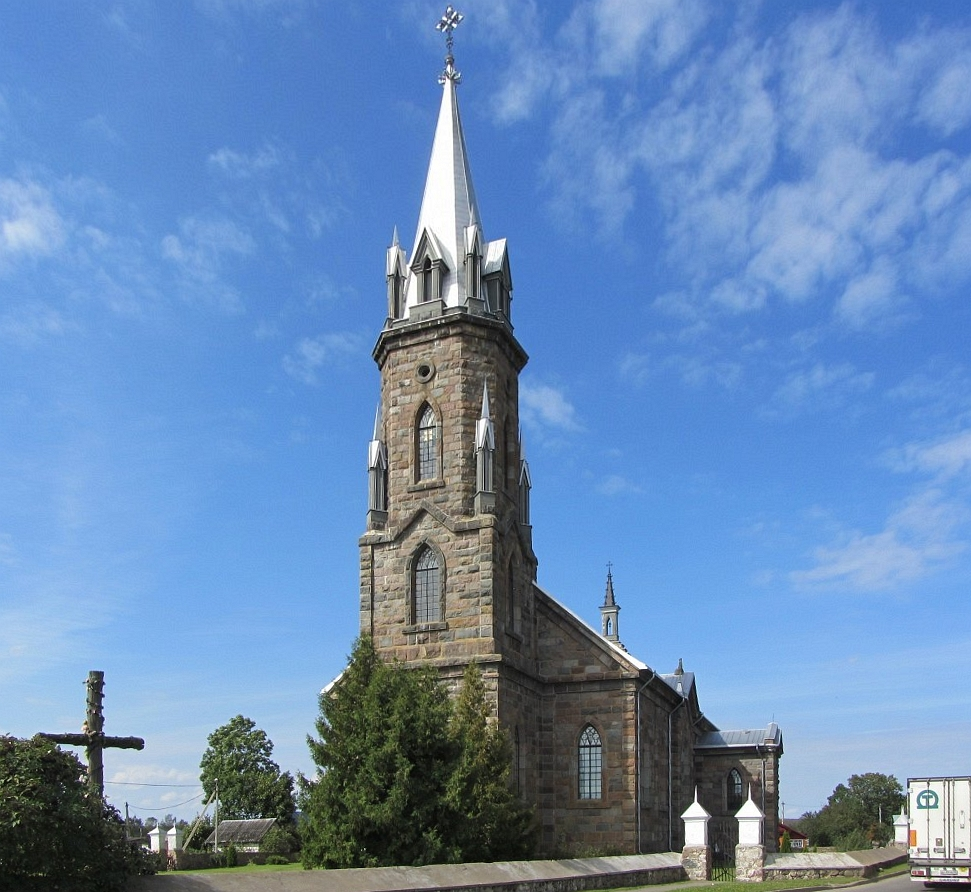
Католический храм Святого Казимира
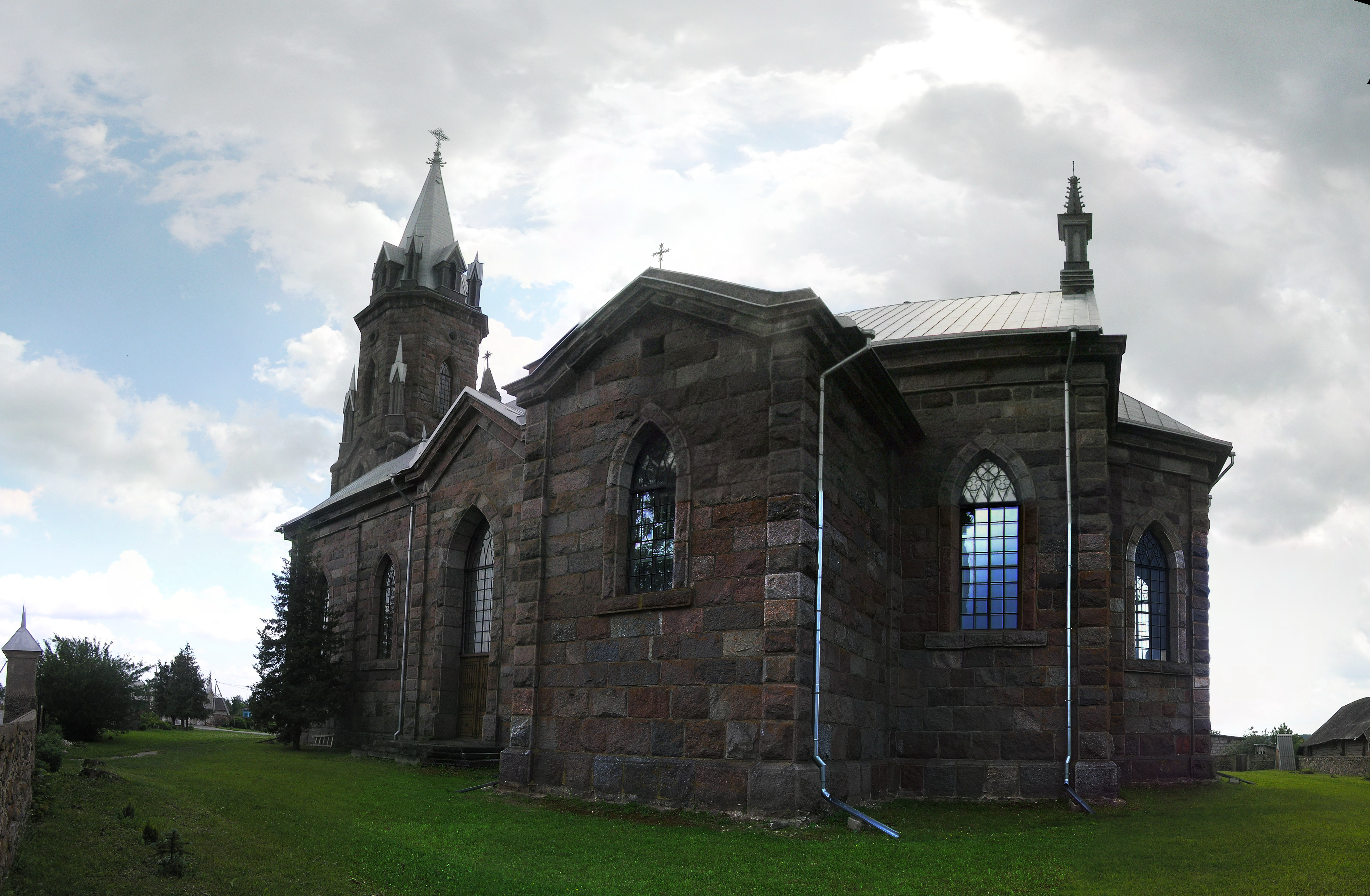
Католический храм Святого Казимира
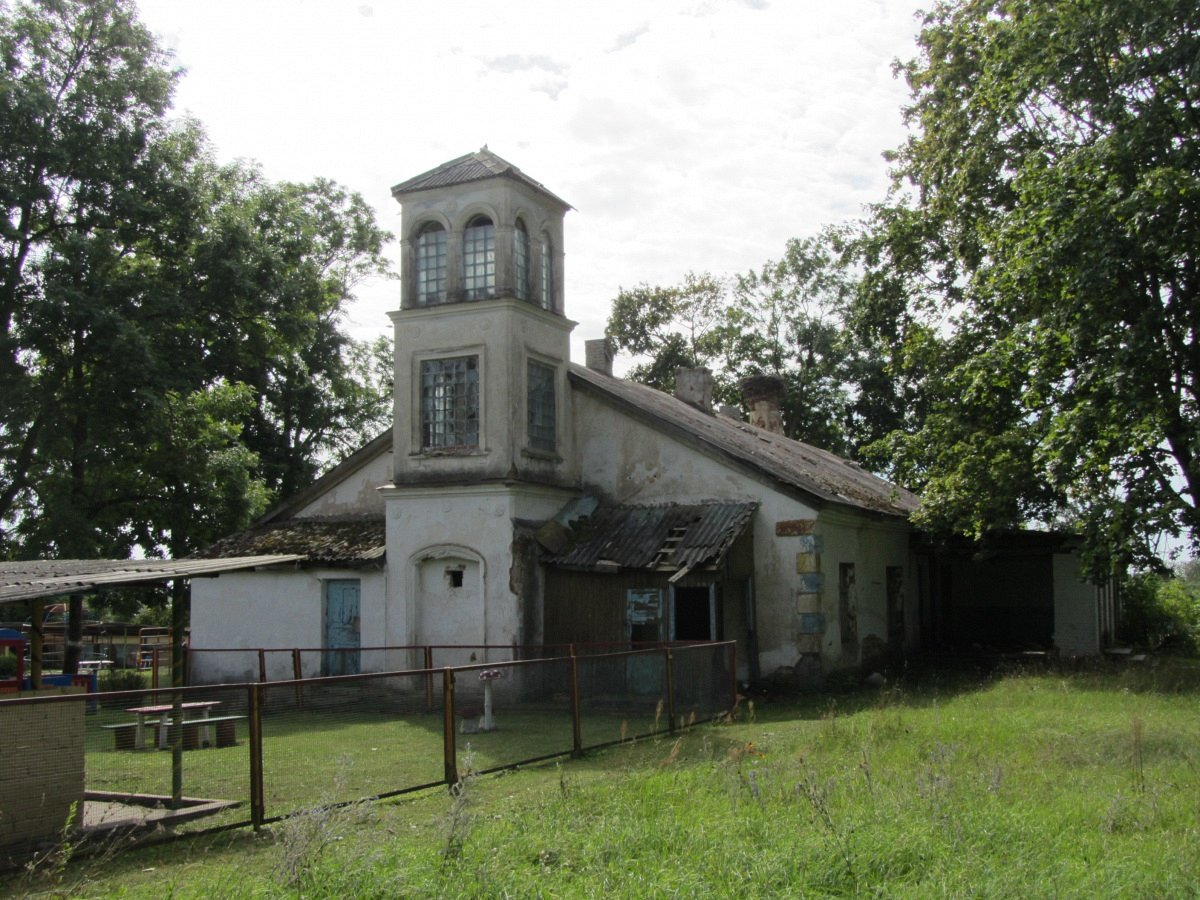
Усадьба Вольских
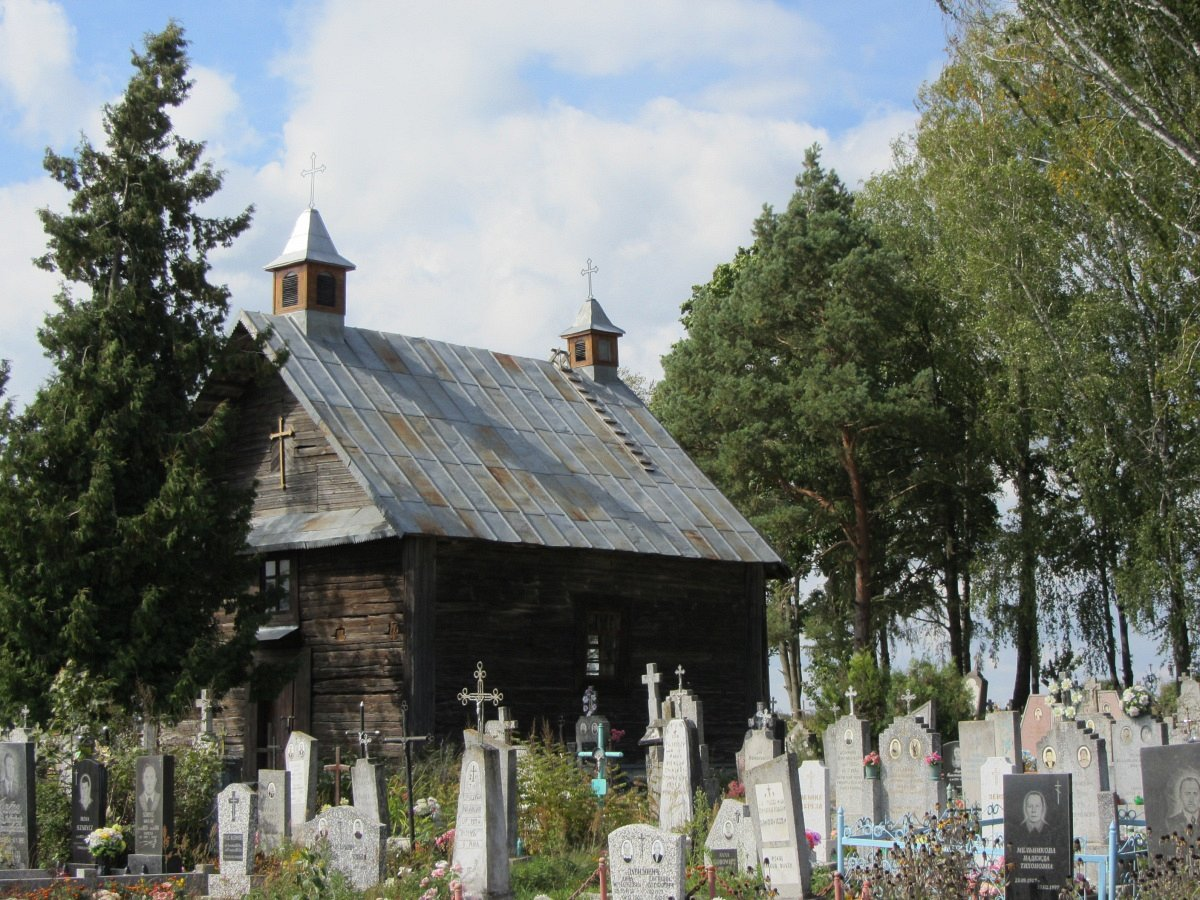
Христианское кладбище с часовней